# Церици
Церици (серб. Церици / Cerici) — село в общине Баня-Лука Республики Сербской Боснии и Герцеговины. Население составляет 17 человек по переписи 2013 года.